# Caldwell (Idaho)
Caldwell – miasto w Stanach Zjednoczonych, w stanie Idaho, w hrabstwie Canyon. Należy do obszaru metropolitalnego miasta Boise. Z populacją 65,9 tys. mieszkańców, jest piątym co do wielkości miastem stanu.
Caldwell to jedno z miast Idaho o najwyższym odsetku Latynosów. Według US Census Bureau prawie 38% populacji miasta identyfikuje się jako Latynosi.
Caldwell rozwinęło się jako punkt przetwarzania i wysyłki różnorodnych produktów rolnych. Przemysł rolny wciąż stanowi kamień węgielny gospodarki miasta. Sektor produkcyjny miasta obejmuje elektronikę, produkcję metali i produkcję maszyn.

## Ludzie urodzeni w Caldwell
- Butch Otter (ur. 1942) – 32. gubernator stanu Idaho, biznesmen